# 紅姓
红姓是中文姓氏之一，在《百家姓》中排第400位。在现代它是极罕见的姓氏。

## 起源
红姓有两种起源：
1. 出自芈姓，以字为姓氏。西周时楚国君主熊渠的长子名挚，字红，他有一支后代是以祖父的字为氏。
2. 由汉朝刘姓所改。据《通志·氏族略·以郡国为氏》的记载，汉朝宗室楚元王刘交之子刘富曾封于红（今江苏萧县西南），世称红侯富。后因嫡系子孙无嗣，而令封国撤消。其庶系后裔中有一支则改以郡国之名为姓氏。

臺灣也有原住民改姓為紅。

## 郡望
- 平昌郡：南朝宋时改顿丘郡为徐州平昌郡。今河南中部。

## 參见
- 正红旗

## 延伸阅读
[在维基数据编辑]
 《百家姓》
 《欽定古今圖書集成·明倫彙編·氏族典·紅姓部》，出自陈梦雷《古今圖書集成》